# Marek Havlík
Marek Havlík (* 8. července 1995 Lubná) je český profesionální fotbalista, který hraje na pozici středního záložníka za český klub 1. FC Slovácko. V roce 2020 odehrál také 1 utkání v dresu české reprezentace.

## Klubová kariéra
Havlík hrál v A-týmu Hanácká Slavia Kroměříž soutěž MSFL již od 15 let. Hrál zde pod trenérem Jindřichem Lehkoživem.
Dne 1. února 2013 přestoupil do 1. FC Slovácko. V 1. české lize debutoval 26. 5. 2013 proti FC Baník Ostrava (výhra 2:0). Premiérovou branku v Synot lize zaznamenal 4. října 2014 opět proti ostravskému Baníku (prohra 1:2), vyrovnával na průběžných 1:1.
Během sezóny 2014/15 se Havlík stal stabilním členem základní sestavy Slovácka, kdy odehrál 30 soutěžních zápasů.
V sezóně 2020/21 nastoupil Havlík do 31 ligových zápasů, ve kterých vstřelil 2 branky a přidal 6 asistencí. Slovácko ročník zakončilo na 4. příčce a postoupilo do předkola Konferenční ligy.
V evropských pohárech Havlík debutoval 22. července 2021, kdy odehrál celé utkání proti Lokomotivu Plovdiv.
V sezóně 2021/22 byl Havlík jedním z nejdůležitějších hráčů týmu trenéra Martina Svědíka, který zvítězil v českém poháru. Havlík odehrál všechny zápasy, včetně finálového duelu proti Spartě Praha (výhra 3:1). Pro Havlíka to byla první trofej v jeho kariéře.
Díky zisku poháru se Slovácko kvalifikovalo do předkola Evropské ligy, kde však padlo s tureckým Fenerbahçe (po výsledcích 0:3 a 1:1). Ve čtvrtém předkole Konferenční ligy ale Havlíkovo Slovácko dokázalo dvakrát porazit švédský AIK a poprvé ve své historii se kvalifikovalo do základní skupiny evropského poháru.
V podzimní části sezóny 2023/24 patřil Havlík k nejproduktivnějším hráčům celé české ligy. 9. prosince čtyřmi góly rozhodl o výhře 5:2 nad Bohemians 1905 a dostal se do čela tabulky střelců.

## Reprezentační kariéra
Havlík odehrál jedno utkání za českou mládežnickou reprezentaci U16, šlo o přátelský zápas 17. května 2011 proti Švýcarsku (prohra 1:4).
V roce 2014 odehrál 1 zápas za českou reprezentaci U20 (výhra 1:0 nad Nizozemskem).
Trenér Vítězslav Lavička jej v červnu 2017 vzal na Mistrovství Evropy hráčů do 21 let v Polsku. Český tým obsadil se třemi body 4. místo v základní skupině C.
Dne 6. září 2020 však dostal svoji první pozvánku do českého národního týmu na zápas Ligy národů proti Skotsku. K tomu mu napomohla i nucená karanténa prvního týmu, který odehrál zápas se Slovenskem.